# مرگ و همه دوستانش
«مرگ و همه دوستانش» (به انگلیسی: Death And All His Friends) ترانه‌ای از گروه موسیقی آلترنتیو راک کلدپلی است. این ترانه در آلبوم زنده‌باد زندگی یا مرگ و همه دوستانش قرار داشت.این ترانه شامل آهنگی مخفی به نام THE ESCAPE است.